# Пыжово (Пустошкинский район)
Пыжово — деревня в России, в Пустошкинском районе Псковской области. Входит в состав Пригородной волости.

## География
Деревня расположена у озера Колодонец, в 16 км к юго-западу от города Пустошка.

## Население
| 2002 | 2010 |
| ---- | ---- |
| 130  | ↘97  |

Численность населения деревни по оценке на начало 2001 года составляла 156 жителей.

## История
С 1995 до 2005 года деревня входила в состав ныне упразднённой Новой волости с центром в д. Сергейцево.